# Parc floral des Thermes
Le parc floral des thermes, aussi appelé parc de verdure ou theâtre de verdure, est un espace vert situé en France sur le territoire de la commune d'Aix-les-Bains dans le département de la Savoie en région Auvergne-Rhône-Alpes.
Il est composé d'arbres centenaires et d'un fleurissement qui se décline au rythme des saisons. On y trouve un théâtre de verdure pour des manifestations en plein air.
Considéré à une époque comme la plus belle promenade de la ville, le parc fait l'objet d'une inscription au titre des monuments historiques depuis le 23 avril 2008.

## Situation géographique
Niché dans les Préalpes, le parc floral des thermes est situé au cœur de la ville d'Aix-les-Bains en Savoie. Il est implanté à proximité de la mairie, de l'office du tourisme, des anciens thermes nationaux et de la vieille-ville.

## Histoire
Le parc floral des Thermes a été construit en 1865. Mais celui-ci ne fut ouvert au public que quatre années plus tard. De nombreux travaux y ont été réalisés.
Le théâtre de verdure, présent dans le parc, a lui été construit dans les années 1930 pour assurer des spectacles de plein air.
À la mémoire des accords sur l'indépendance du Maroc, négociés à Aix-les-Bains en 1956, la ville a fait construire en 2005 une fontaine marocaine (à la place d'un bassin) au centre du parc par des artisans marocains.
En 2016, pour fêter le 60e anniversaire de l’indépendance du Maroc, la ville accueille les « Journées franco marocaines Auvergne Rhône-Alpes ». Ainsi, pendant deux semaines consécutives, un village marocain est installé autour de la fontaine du parc.

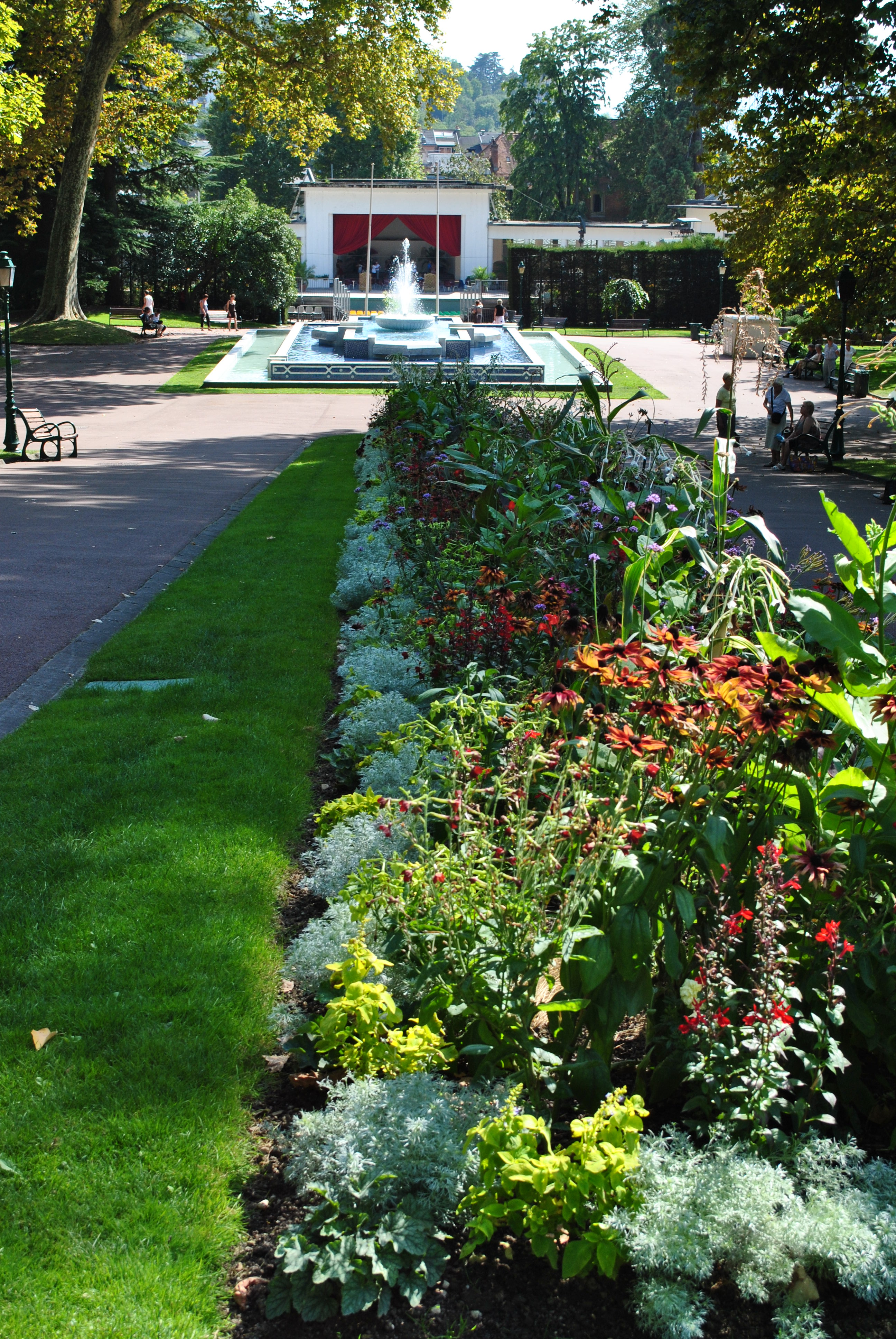
Massif fleuri dans l'allée principale du parc.

## Tourisme
Le parc floral des thermes est installé dans la station touristique d’Aix-les-Bains. Le parc est un atout majeur que la cité thermale possède. Sa fréquentation y est importante et régulière, particulièrement l'été.

## Végétal
La ville d'Aix-les-Bains est labellisée 4 fleurs et a obtenu la fleur d’Or au concours des villes et villages fleuris. Ce parc présente des essences d'arbres variées : on peut y trouver des cèdres, des tilleuls, ou alors des platanes pour l'ombre. D'autre part, son fleurissement est différent à toutes saisons. Chaque été, une thématique différente est proposée par le service des parcs et jardins de la ville. De plus, le service assure la production et l'entretien dans le respect total de l'environnement. Un choix de plantes nécessitant moins d'eau et une utilisation d'aucun pesticide ou herbicide est assuré dans ce parc.

## Organisation du parc
Ci-contre, le plan schématique du parc et de ses alentours.

### La fontaine marocaine et ses jardins alentour

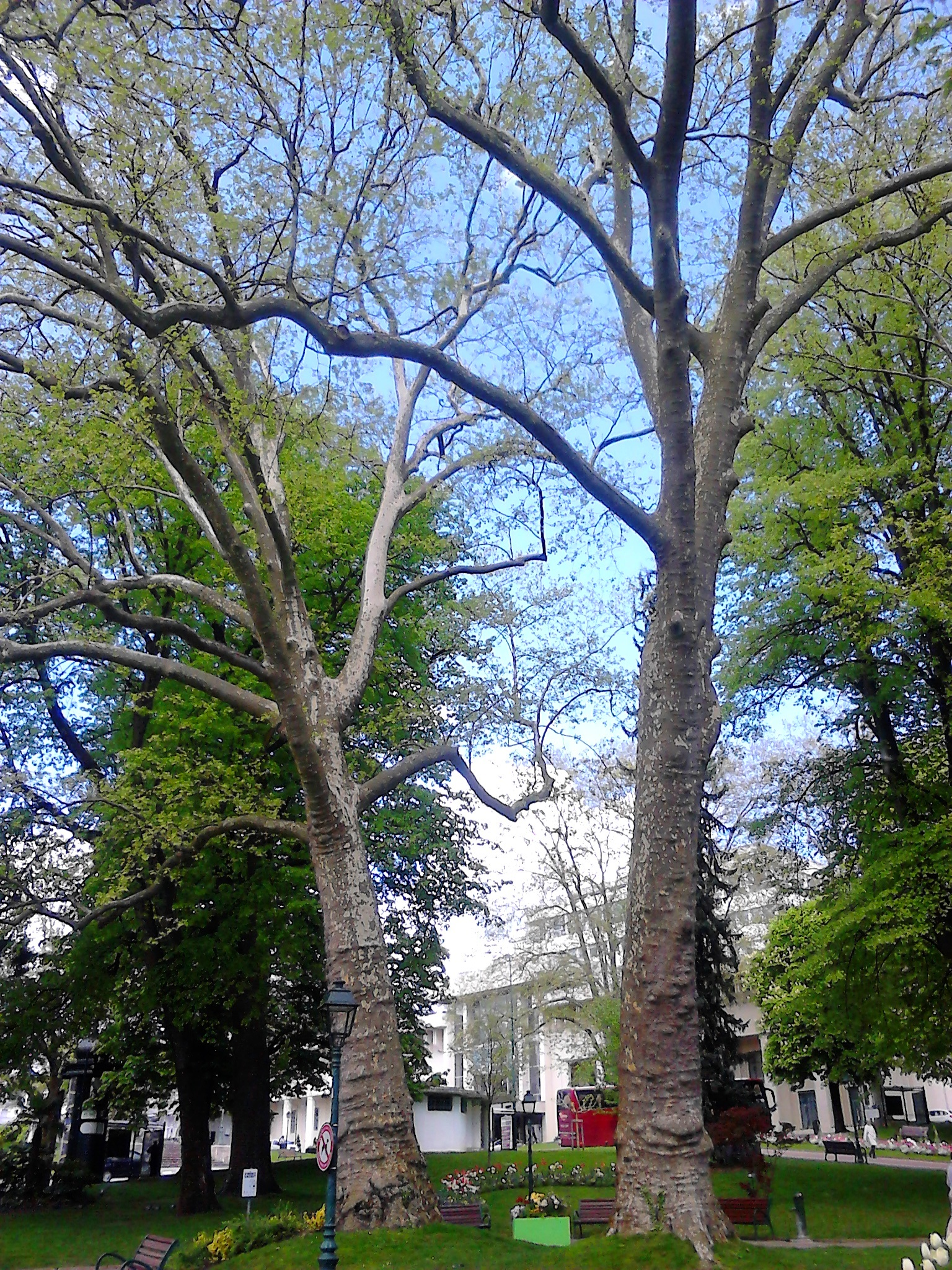
Deux arbres séculaires.

Au centre du parc est érigée une fontaine marocaine à la mémoire de l'indépendance du Maroc en 1956. Tout autour de cette fontaine, des arbres centenaires surplombent tout le parc et des allées partagent des massifs de fleurs. 

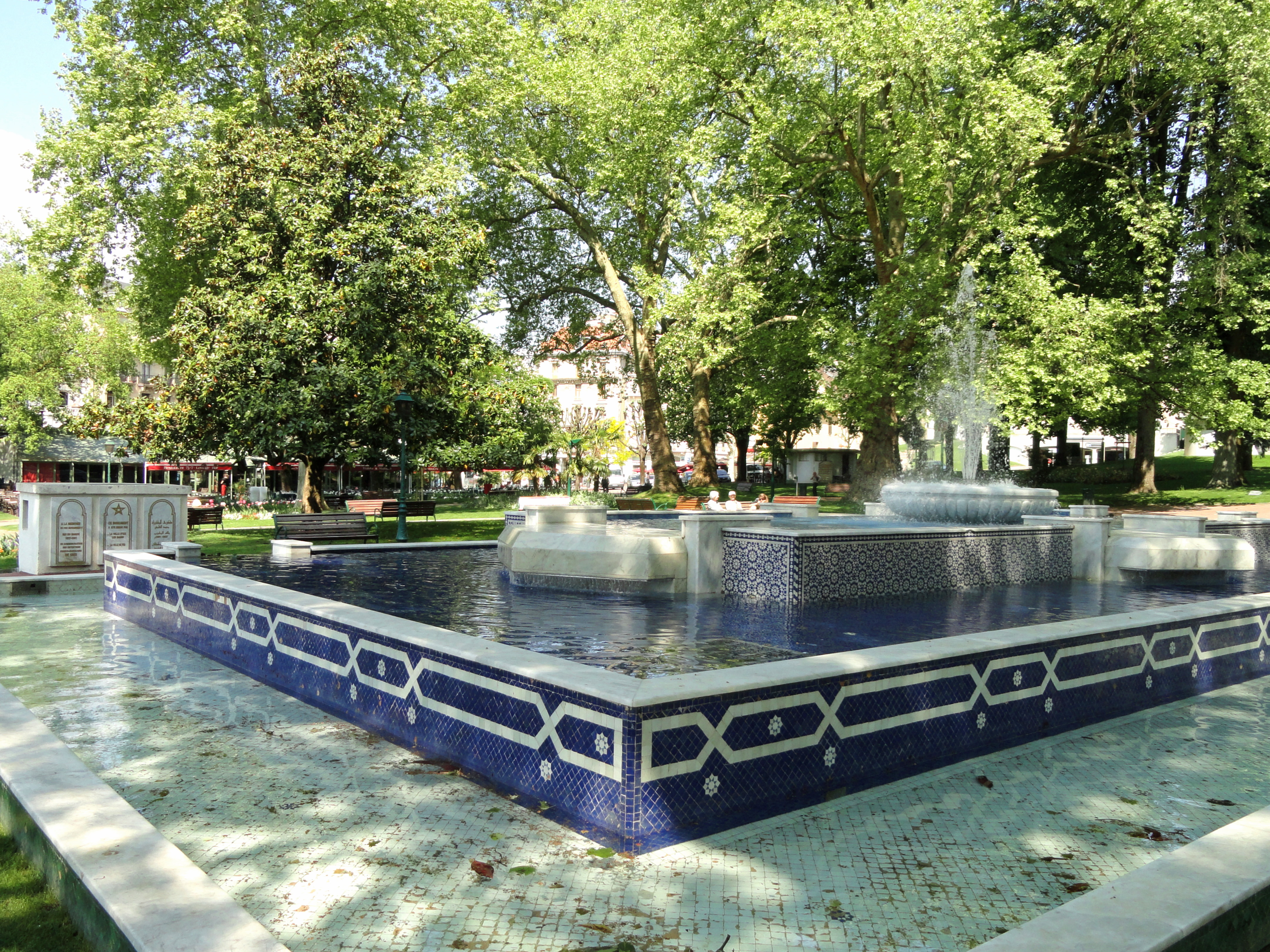
La fontaine marocaine.

### Le théâtre de verdure
Aix-les-Bains bénéficie d'un théâtre extérieur que l'on nomme le Théâtre de verdure. Situé dans le parc floral des thermes, il offre une capacité de trois mille places pour des concerts en plein air. Des thés dansants y sont régulièrement organisés et des concerts sont planifiés plusieurs soirs par semaine entre juillet et août. Par ailleurs, « Le Before » du festival national Musilac, tenu sur la scène du théâtre, marque le début de la période musicale de trois jours consécutifs sur l'esplanade du lac.

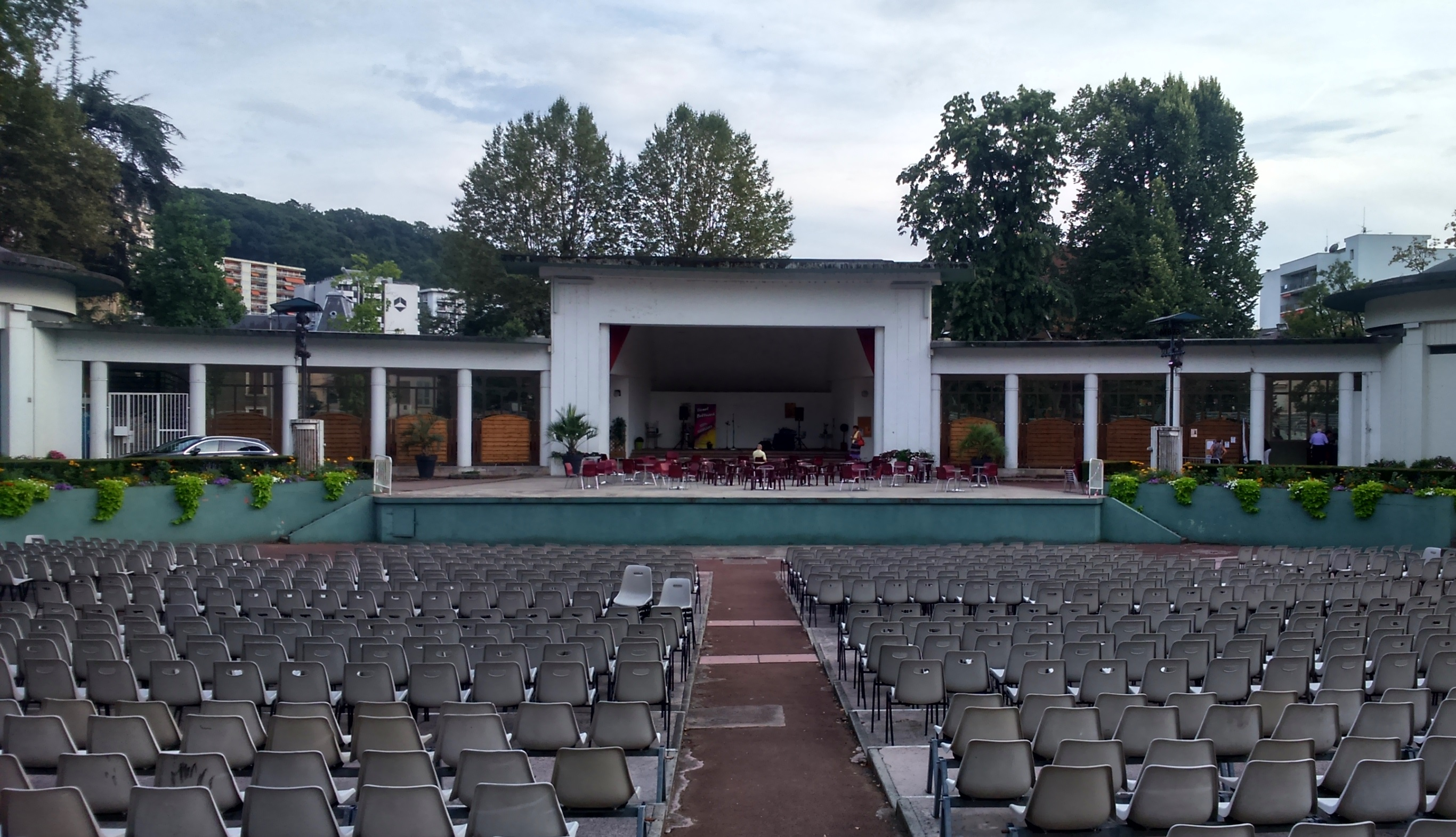
La scène du théâtre de verdure.

## Pratique
Le parc a différentes entrées. Sa principale est située sur la route départementale 913, route qui relie Aix au Revard. La circulation dans le parc est exclusivement réservée au service parcs et jardins. La gare d'Aix-les-Bains-Le Revard est à 400 mètres du parc. Des arrêts de bus (CALB) sont présents devant l'entrée principale du parc. Deux parcs de stationnement sont voisins du parc.